# Magelhaense Brug
De Magelhaense Brug is een stroom van neutraal waterstof die de Magelhaense wolken (de Kleine Magelhaense Wolk en de Grote Magelhaense Wolk) met elkaar verbindt. De Magelhaense Brug is in 1963 ontdekt door J.V. Hindman et al. De Magelhaense Brug bestaat voornamelijk uit gas met een lage metaalinhoud. Binnen de brug zijn een aantal sterren ontdekt. De Magelhaense Brug dient niet verward te worden met de Magelhaense Stroom die de Magelhaense wolken verbindt met de Melkweg.